# Traité Ciel ouvert
- États ayant signé et ratifié
- États ayant signé, mais pas ratifié
- États s'étant retirés du traité (États-Unis et Russie)

Traité Start I (1991) Convention sur l'interdiction des armes chimiques (1993)
Le traité Ciel ouvert (en anglais : Treaty on Open Skies) met en place un programme de vols de surveillance non armés sur la totalité du territoire des États parties. Il vise à renforcer la compréhension et la confiance mutuelle en donnant à tous ses participants, quelle que soit leur taille, un rôle direct dans la collecte d'informations au sujet des forces militaires et des activités qui y sont liées. « Ciel ouvert » est l'un des efforts de plus grande portée au niveau international pour promouvoir l'ouverture et la transparence dans ce domaine. 
Le concept d'« observation aérienne mutuelle » a été proposé au Premier ministre soviétique Boulganine par le président américain Eisenhower lors du sommet de Genève, en 1955 ; l'Union soviétique le rejette ; il reste donc en sommeil plusieurs décennies. Le président George Bush relance l'idée d'un traité « Ciel ouvert » en 1989. Après des négociations entre les membres de l'OTAN et du Pacte de Varsovie (dissous en 1991), il est signé à Helsinki le 24 mars 1992. Les États-Unis le ratifient en 1993 et la Russie en 2001, ce qui permet l'entrée en vigueur du traité au 1er janvier 2002. ; il compte actuellement trente-quatre États parties.
Le 21 mai 2020, les États-Unis annoncent leur retrait, ce dernier devant prendre effet six mois plus tard. Le 15 janvier 2021, la Russie annonce également son retrait. Le 22 février 2021, la délégation russe annonce que la Russie officialisera son retrait du traité à la fin de l'été sauf si les États-Unis annoncent avant ce terme leur volonté de réintégrer le traité. Le 7 juin 2021, le président russe signe le texte de loi officialisant le retrait de la Russie.

## États parties
Les trente-cinq États parties au traité Ciel ouvert sont l'Allemagne, la Biélorussie, la Belgique, la Bosnie-Herzégovine, la Bulgarie, le Canada, la Croatie, le Danemark, l'Espagne, l'Estonie, les États-Unis (qui se sont retirés le 22 novembre 2020), la Finlande, la France, la Géorgie, la Grèce, la Hongrie, l'Islande, l'Italie, la Lettonie, la Lituanie, le Luxembourg, la Norvège, les Pays-Bas, la Pologne, le Portugal, la Roumanie, le Royaume-Uni, la fédération de Russie (retrait le 7 juin 2021), la Slovaquie, la Slovénie, la Suède, la République tchèque, la Turquie, et l'Ukraine. Le Kirghizistan a signé le traité mais ne l'a pas encore ratifié. Le Canada et la Hongrie sont les dépositaires du traité, en reconnaissance de leur contribution aux négociations en vue de la signature du traité. 
Le traité est conclu pour une durée illimitée et peut être signé par d'autres États. Les pays de l'ancienne Union soviétique peuvent s'y joindre quand ils le souhaitent. Les candidatures d'autres États intéressés sont soumises à une décision par consensus de la Commission consultative « Ciel ouvert » (CCCO), l'organisation chargée de faciliter l'application du traité, au sein de laquelle tous les États membres sont représentés. Elle siège à Vienne, dans les locaux de l'OSCE. Huit États ont accédé au traité depuis son entrée en vigueur en 2002 : la Finlande, la Suède, la Lituanie, la Bosnie-Herzégovine, la Croatie, la Slovénie, l'Estonie et la Lettonie. La candidature de Chypre est en cours d'examen par la CCCO.

## Contenu et mise en œuvre du traité

### Territoire
Le traité Ciel ouvert s'applique au territoire sur lequel les États parties exercent leur souveraineté, qu'il soit continental ou insulaire, eaux intérieures et territoriales incluses. Le traité précise explicitement que l'intégralité du territoire d'un État partie est ouverte à l'observation. Les vols d'observation ne peuvent être restreints que pour des raisons de sécurité aérienne, et non pour des raisons de sécurité nationale. 

### Appareils

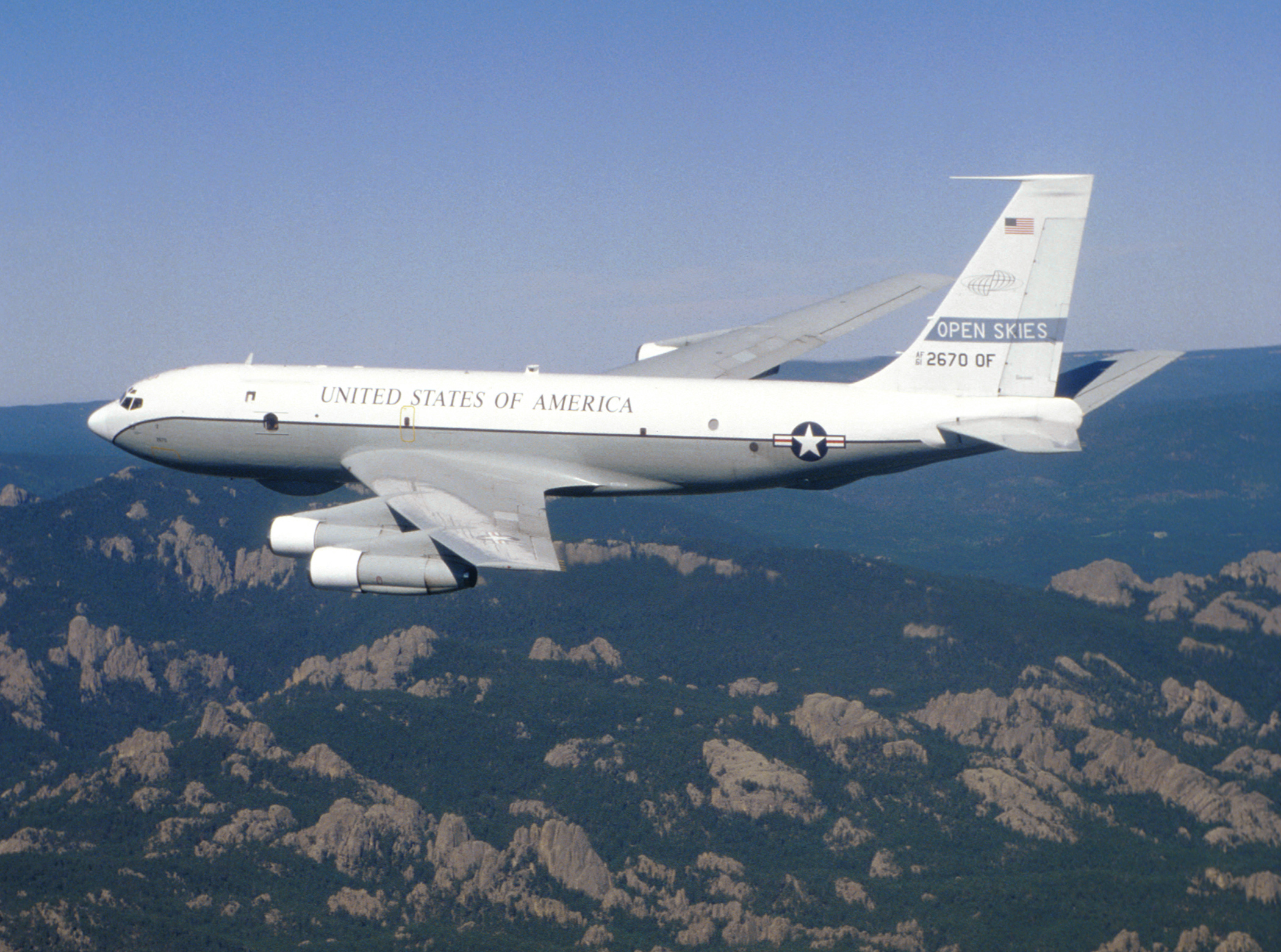
Boeing OC-135B Open Skies

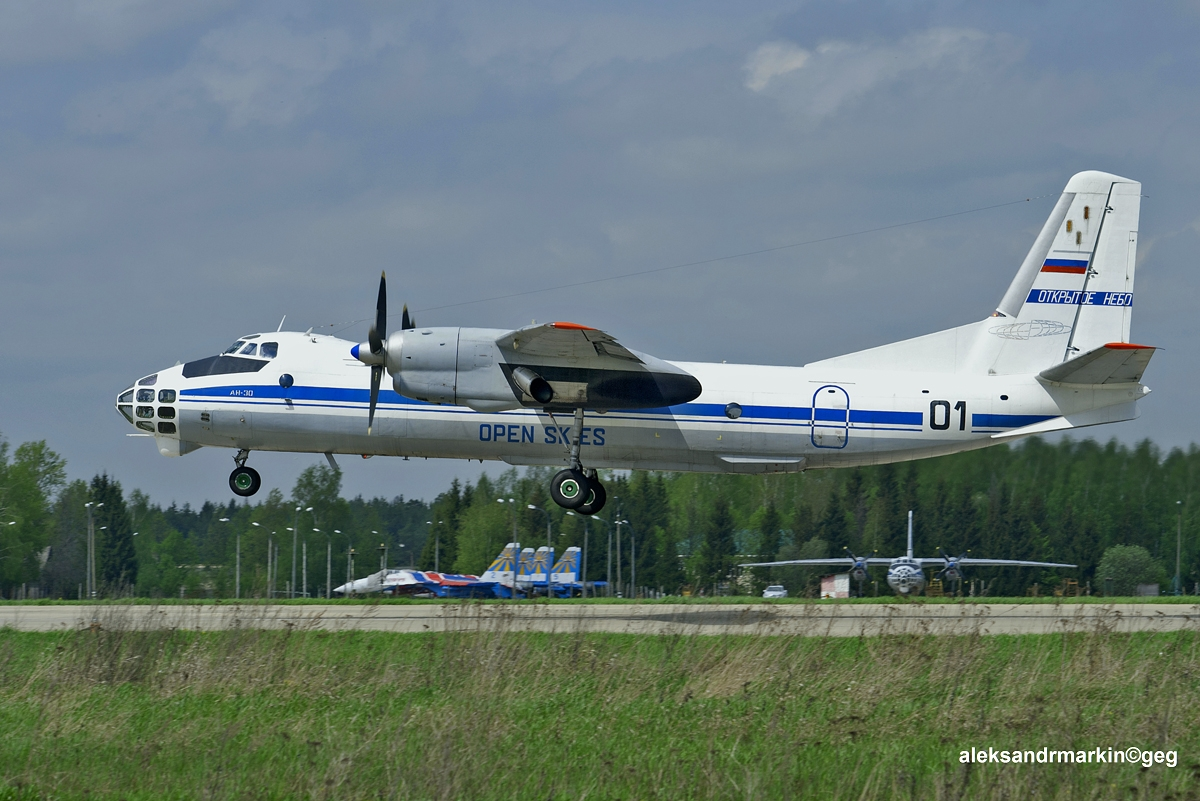
Antonov An-30 russe en 2012.

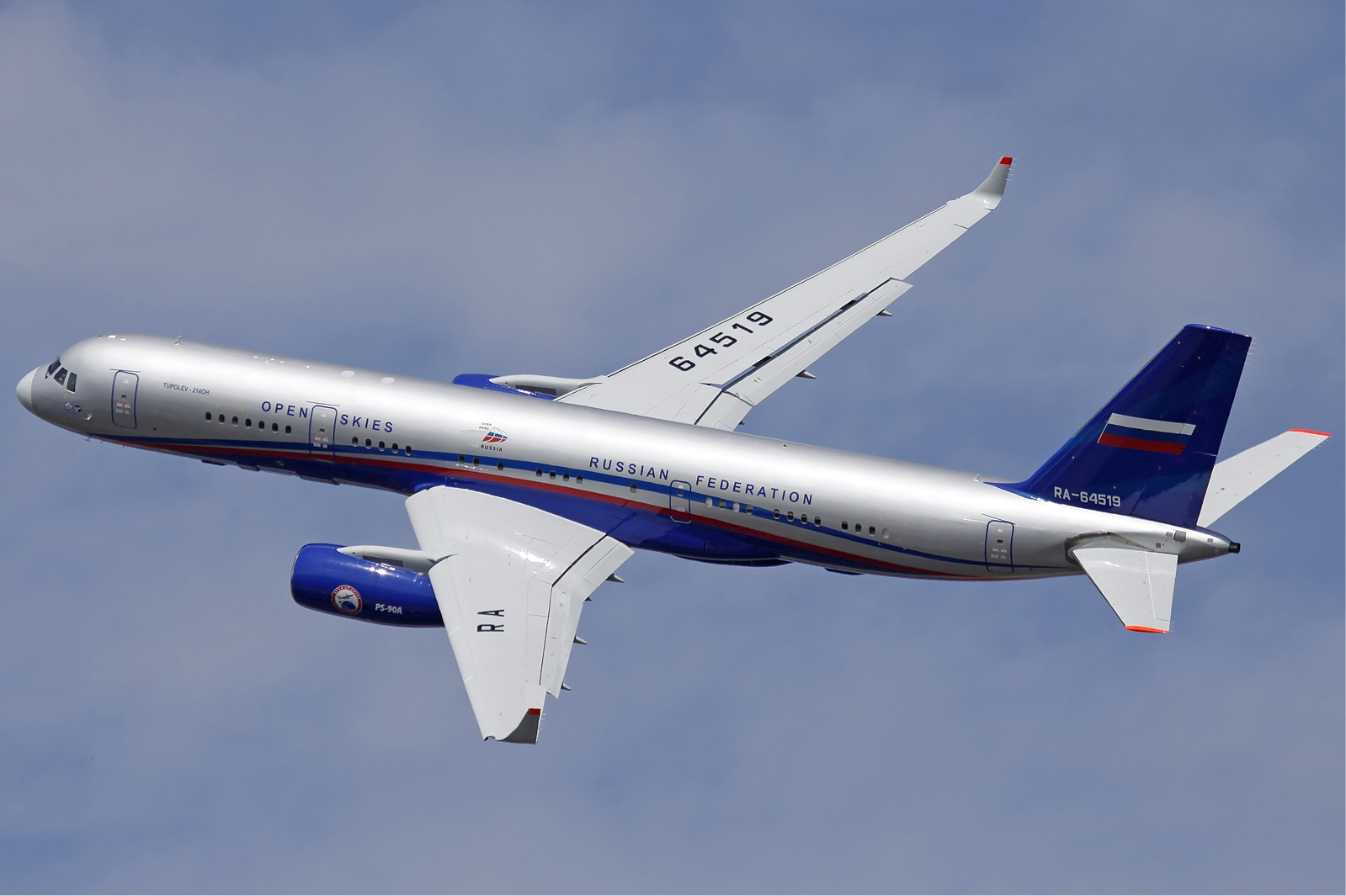
Le premier Tu-214ON en vol en 2011.

Les appareils d'observation peuvent être fournis soit par la partie observante, soit par la partie observée, au choix de cette dernière. Tous les appareils et capteurs employés dans le cadre du traité Ciel ouvert doivent obtenir une certification spécifique ; il existe également des procédures d'inspection avant les vols, pour s'assurer de la conformité au traité des dispositifs utilisés. L'appareil certifié pour les États-Unis est le Boeing OC-135 B Open Skies (version militaire du Boeing 707). Le Canada utilise un C-130 Hercules, équipé d'une nacelle d'observation appelée « SAMSON » dont les coûts d'exploitation sont partagés avec les États d'Europe occidentale partie au traité (excepté le Royaume-Uni qui possède son propre dispositif, un Hawker Siddeley Andover modifié), qui emploient également le C-130 Hercules.
La Bulgarie, la Roumanie, la Russie et l'Ukraine utilisent un dispositif monté sur un Antonov An-30. La République tchèque faisait de même jusqu'à ce qu'elle retire ses appareils du service en 2003. La Russie utilise également une variante du Tupolev Tu-154, à laquelle l'Allemagne recourait aussi jusqu'à ce que l'appareil soit détruit dans un accident, en 1997. La Russie a, en 2018, deux Tu-214ON en cours de certification pour ces missions dont le premier vol a lieu en 2011,.

### Capteurs
Les appareils certifiés « Ciel ouvert » peuvent être équipés « de caméras panoramiques, de caméras à image par image, de caméras vidéo, d’analyseurs infrarouges à balayage linéaire et d’un radar à synthèse d'ouverture, autant d’instruments qui peuvent être utilisés par tous les temps, de jour comme de nuit ». La qualité des images prises doit permettre d'identifier les principaux équipements militaires, de manière à assurer une transparence significative des forces militaires et de leurs activités. D'autres catégories de capteurs peuvent être ajoutées, et la précision des capteurs utilisés peut être augmentée, par accord entre les États parties. Les capteurs utilisés doivent pouvoir être acquis par l'ensemble des signataires.
La résolution des images est limitée à :
- 30 centimètres pour les capteurs photographiques et vidéo ;
- 50 centimètres pour les capteurs infrarouge ;
- 3 mètres pour les capteurs à imagerie radar.

Les données obtenues par l'État observateur doivent être accessibles à tout État partie qui en ferait la demande.

### Quotas
Chaque État partie doit accepter de recevoir un certain nombre de vols d'observation (« quota passif ») et peut mener, au maximum, autant de vols d'observation qu'il en a reçus (« quota actif »). L'État observé doit être averti au moins 72 heures à l'avance du vol d'observation que prévoit l'État observant.